# Coussapoa microcarpa
Coussapoa microcarpa là loài thực vật có hoa trong họ Tầm ma. Loài này được (Schott) Rizzini mô tả khoa học đầu tiên năm 1950.

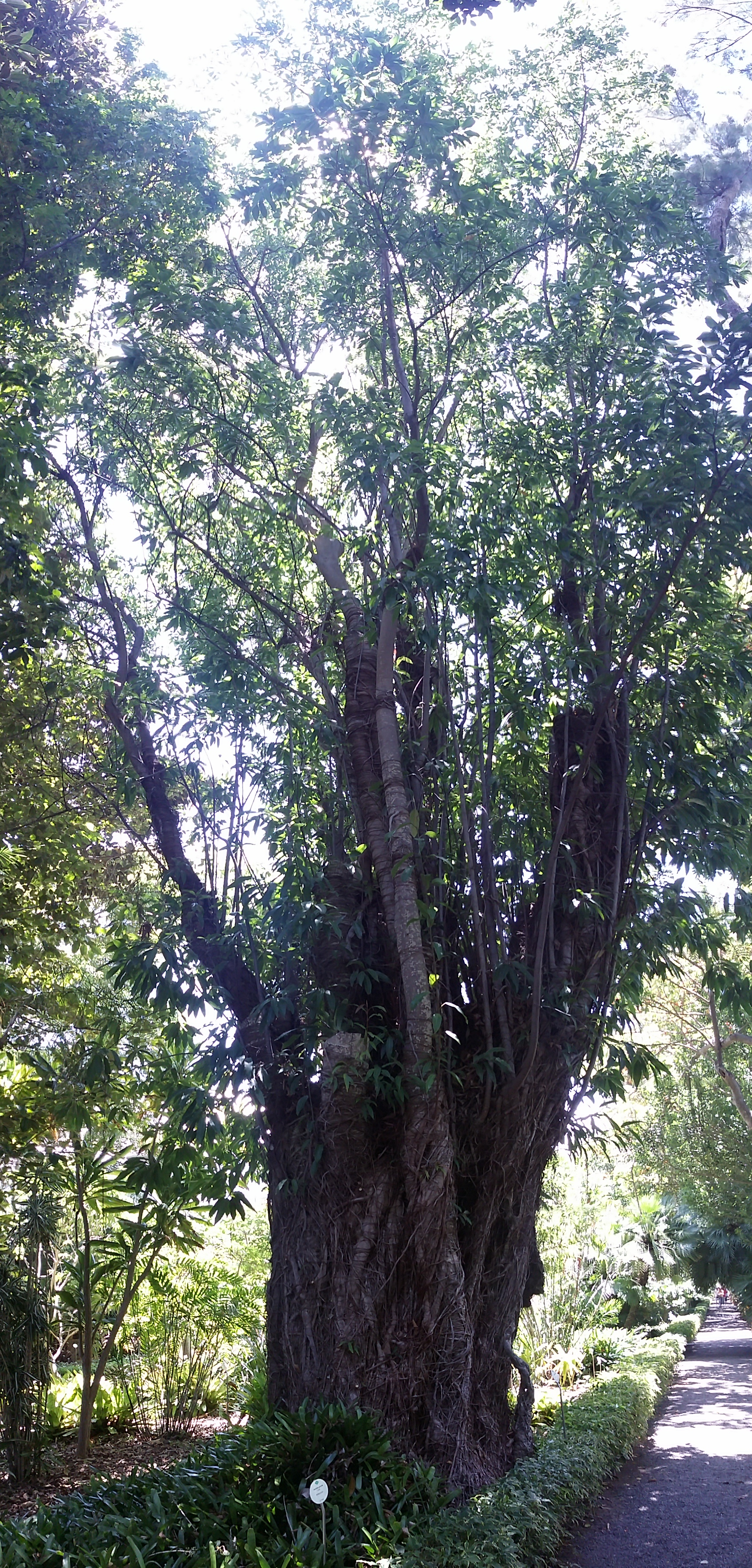
Coussapoa microcarpa cây

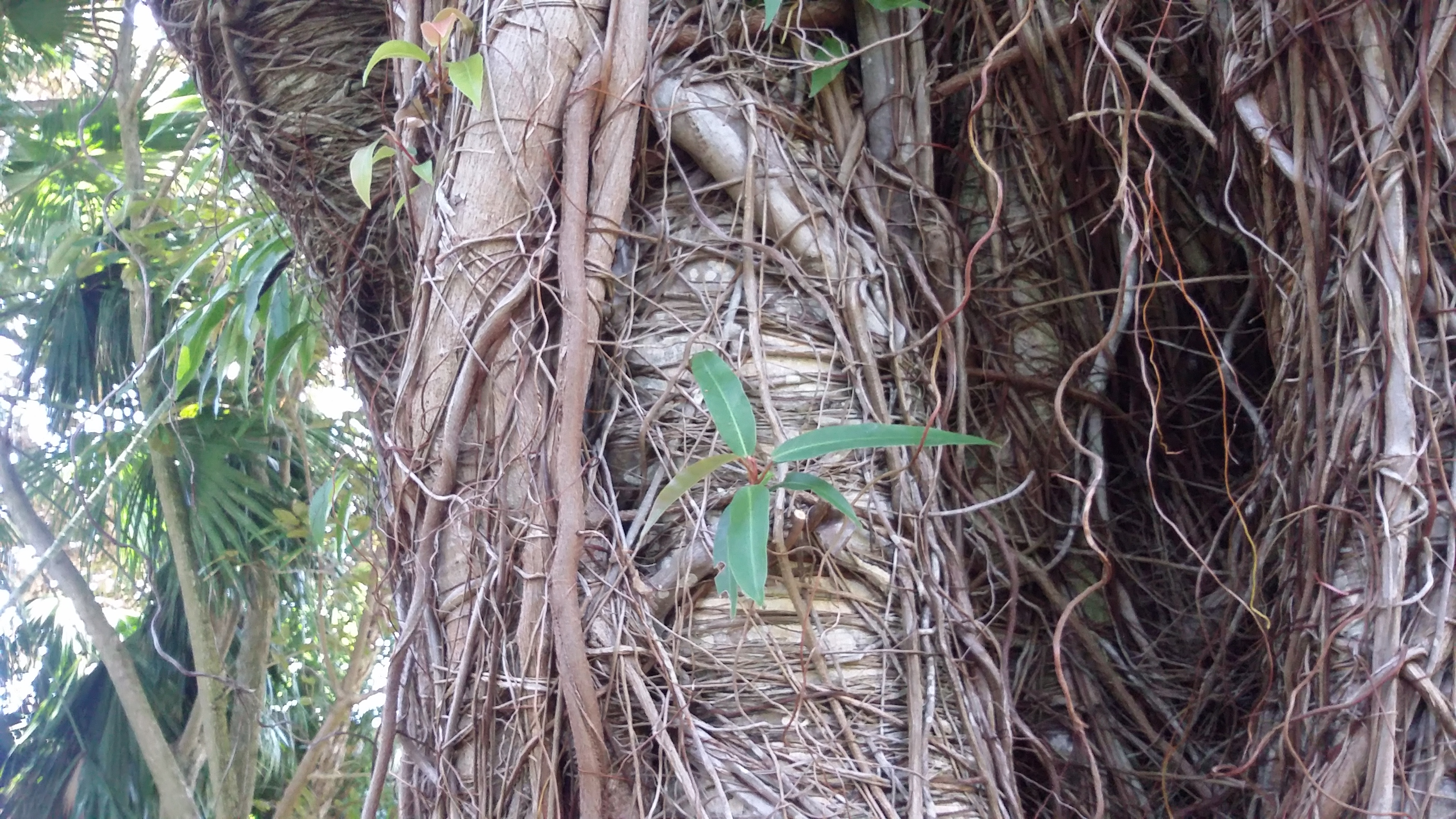
Coussapoa microcarpa lá cây

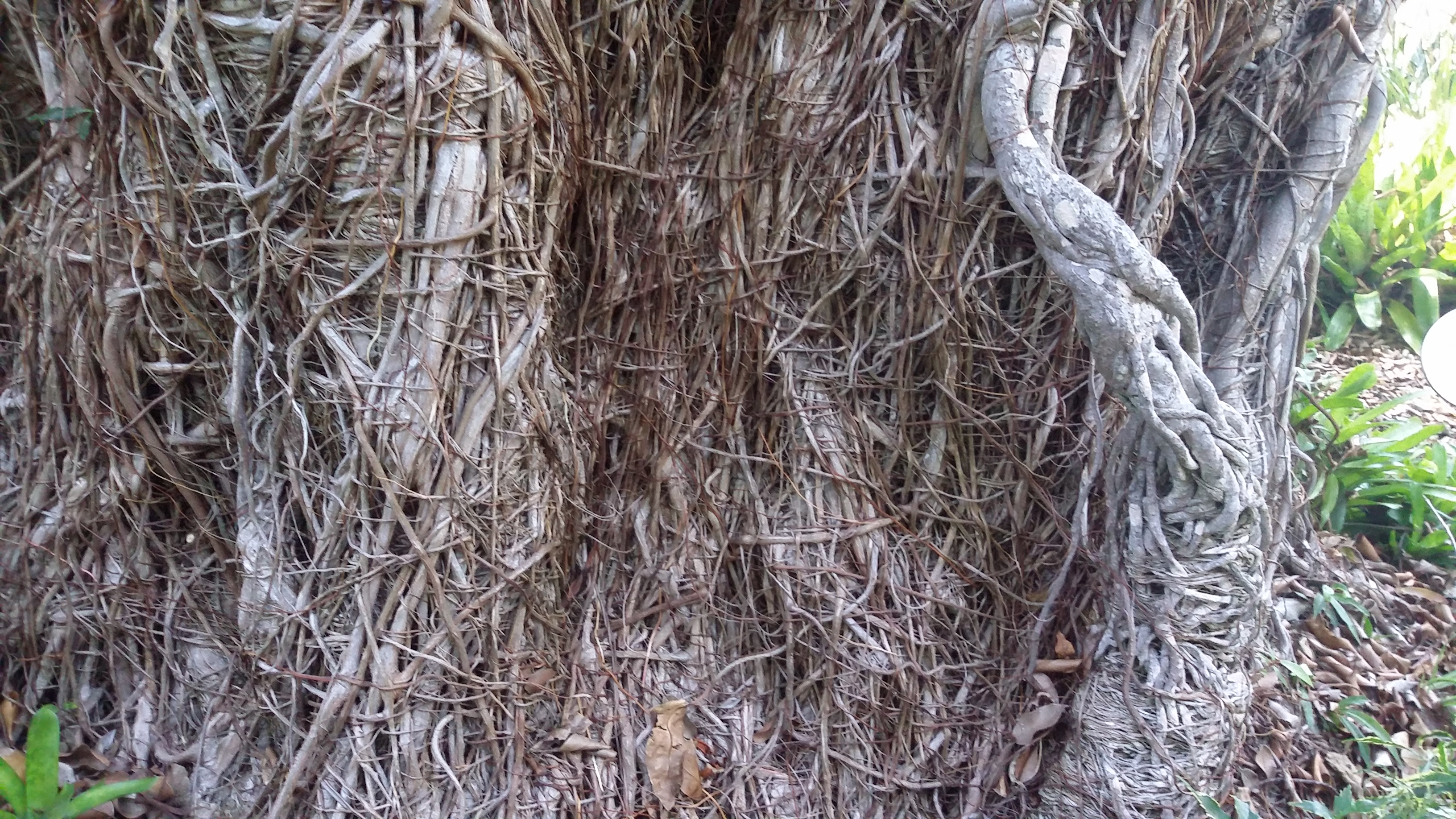
Coussapoa microcarpa vỏ cây